# Diddl

Diddlina, fidanzata di Diddl

Diddl è un personaggio nato il 24 agosto 1990 dalla matita del disegnatore tedesco Thomas Goletz. Ha le sembianze di un topolino bianco, con guance rosa, piedi enormi, grandi orecchie e una coda sottile. È sempre vestito con una salopette colorata. Questo personaggio, ed altri ad esso correlati, hanno generato una grande quantità di gadget collezionabili ispirati a lui.
Originariamente, Goletz aveva pensato di disegnare non un topo ma un canguro. Nei primi disegni di cui è protagonista, Diddl appare molto diverso da come è oggi: aveva le orecchie decisamente più piccole e sottili ed i piedi, benché già grandi, avevano una forma meno tondeggiante; anche il muso appariva più allungato. L'autore cominciò col disegnare tredici cartoline e le inviò a diversi editori. Fu Depesche che decise di pubblicarle, commissionandone altre quarantotto. Messe sul mercato nel 1991, ebbero un successo strepitoso: forse perché, come ebbe a dire lo stesso Goletz, Diddl, con le sue cartoline e le sue frasi dolci, aiutava chi voleva esprimere i propri sentimenti ed era in grado di toccare i cuori delle persone.
Dopo Diddl, Goletz ha creato anche altri personaggi:
- Diddlina, la fidanzatina di Diddl
- Pimboli, un orsacchiotto
- Ackaturbo, un corvo blu
- Mimihopps, una coniglietta che adora le carote
- Galupy, un puledrino goloso di mele
- Wollywell, un montone nero, goffo e timido
- Vanillivi, una pecora bianca ghiotta di quadrifogli
- Friedl, Fratt e Fritt, tre fratelli ranocchi
- Professor Bubblepeng, scienziato e genio sperimentatore, prozio di Diddl
- Merksmir, un serpentello saggio e dotto
- Milimits, una gattina con la coda tigrata
- Tiplitaps, una tartaruga marina molto buffa.